# 알렉산더르 토네프
알렉산더르 안토노프 토네프(불가리아어: Александър Антонов Тонев, 1990년 2월 3일~)는 불가리아의 은퇴한 축구 선수로 포지션은 윙어이다. CSKA 소피아에서 선수 생활을 시작했으며, 프리미어리그의 애스턴 빌라와 세리에 A의 FC 크로토네에서 활동했다.